# Thomas E. Hill (Philosoph)
Thomas E. Hill Jr. (* 25. März 1937) ist ein US-amerikanischer Philosoph und emeritierter Professor der University of North Carolina at Chapel Hill. 2014/15 amtierte er als Präsident der American Philosophical Association (APA), Division Eastern.
Hill machte 1959 einen ersten Bachelor-Abschluss an der Harvard University und einen zweiten 1961 an der britischen University of Oxford. Zurück an der Harvard University legte er dort 1964 das Master-Exemen ab und wurde 1966 zum Ph.D. promoviert. Nach Anstellungen als Assistant Professor an der Johns Hopkins University (1965–1966) und dem Pomona College im kalifornischen Claremont (1966–1968) wurde er erst Associate Professor (1968–1982) und dann Full Professor an der University of California, Los Angeles. 1984 wechselte er als Professor an die University of North Carolina at Chapel Hill. Dort wurde er 2017 emeritiert.
Seine Hauptgebiete in Forschung und Lehre sind: Ethik, Geschichte der Ethik, Politische Philosophie, Immanuel Kant. Gemeinsam mit Arnulf Zweig legte Hill 2022 eine kommentierte Übersetzung von Kants Grundlegung zur Metaphysik der Sitten vor.
2003 wurde Hill in die American Academy of Arts and Sciences gewählt.

## Schriften (Auswahl)
- Virtue, rules, and justice. Kantian aspirations. Oxford University Press, Oxford 2012; ISBN 9780199692002.
- Human welfare and moral worth. Kantian perspectives. Oxford : Clarendon Press, Oxford/ Oxford University Press, New York 2002, ISBN 0199252629.
- Respect, pluralism, and justice. Kantian perspectives. Oxford University Press, Oxford 2000; ISBN 0198238355.
- Dignity and practical reason in Kant's moral theory. Cornell University Press, Ithaca 1992, ISBN 080142514X.
- Autonomy and self-respect. Cambridge University Press, Cambridge (UK)/New York 1991, ISBN 0521394643.